# London Critics’ Circle Film Award/Beste Hauptdarstellerin
Seit 1992 wird bei den London Critics Circle Film Awards die beste Hauptdarstellerin geehrt.
Frances McDormand und Cate Blanchett waren je dreimal, Nicole Kidman, Meryl Streep, Julianne Moore und Olivia Colman waren je zweimal erfolgreich.

## Preisträgerinnen
Anmerkung: Die Preisverleihung bezieht sich immer auf Filme des vergangenen Jahres, Preisträgerinnen von 2007 wurden also für ihre Leistungen von 2006 ausgezeichnet.
| Jahr | Preisträgerin          | Film                                                                     |
| ---- | ---------------------- | ------------------------------------------------------------------------ |
| 1992 | Susan Sarandon         | Thelma & Louise                                                          |
| 1993 | Judy Davis             | Ehemänner und Ehefrauen (Husbands and Wives) / Barton Fink / Naked Lunch |
| 1994 | Holly Hunter           | Das Piano (The Piano)                                                    |
| 1995 | Linda Fiorentino       | Die letzte Verführung (The Last Seduction)                               |
| 1996 | Nicole Kidman          | To Die For                                                               |
| 1997 | Frances McDormand      | Fargo                                                                    |
| 1998 | Claire Danes           | William Shakespeares Romeo + Julia                                       |
| 1999 | Cate Blanchett         | Elizabeth                                                                |
| 2000 | Annette Bening         | American Beauty                                                          |
| 2001 | Julia Roberts          | Erin Brockovich                                                          |
| 2002 | Nicole Kidman          | Moulin Rouge, The Others                                                 |
| 2003 | Stockard Channing      | The Business of Strangers                                                |
| 2004 | Julianne Moore         | Dem Himmel so fern (Far from Heaven)                                     |
| 2005 | Imelda Staunton        | Vera Drake                                                               |
| 2006 | Naomi Watts            | King Kong                                                                |
| 2007 | Meryl Streep           | Der Teufel trägt Prada (The Devil Wears Prada)                           |
| 2008 | Marion Cotillard       | La vie en rose (La Môme)                                                 |
| 2009 | Kate Winslet           | Zeiten des Aufruhrs und Der Vorleser                                     |
| 2010 | Mo’Nique               | Precious – Das Leben ist kostbar                                         |
| 2011 | Annette Bening         | The Kids Are All Right                                                   |
| 2012 | Anna Paquin            | Margaret                                                                 |
| 2012 | Meryl Streep           | Die Eiserne Lady                                                         |
| 2013 | Emmanuelle Riva        | Liebe (Amour)                                                            |
| 2014 | Cate Blanchett         | Blue Jasmine                                                             |
| 2015 | Julianne Moore         | Still Alice – Mein Leben ohne Gestern                                    |
| 2016 | Charlotte Rampling     | 45 Years                                                                 |
| 2017 | Isabelle Huppert       | Alles was kommt (L’Avenir)                                               |
| 2018 | Frances McDormand      | Three Billboards Outside Ebbing, Missouri                                |
| 2019 | Olivia Colman          | The Favourite – Intrigen und Irrsinn                                     |
| 2020 | Renée Zellweger        | Judy                                                                     |
| 2021 | Frances McDormand      | Nomadland                                                                |
| 2022 | Olivia Colman          | Frau im Dunkeln (The Lost Daughter)                                      |
| 2023 | Cate Blanchett         | Tár                                                                      |
| 2024 | Emma Stone             | Poor Things                                                              |
| 2025 | Marianne Jean-Baptiste | Hard Truths                                                              |